# Cathedral Rocks, Yosemite Valley (Albert Bierstadt)
Cathedral Rocks, Yosemite Valley, California, 1872, en su título original en inglés, es una obra de Albert Bierstadt, realizada el año 1872. Albert Bierstadt fue un pintor paisajista estadounidense de ascendencia alemana. Bierstadt fue un miembro destacado de la llamada "Escuela de las Montañas Rocosas", una sub-escuela surgida de la Escuela del río Hudson.

## Introducción
El año 1859, Albert Bierstadt ya había hecho una primera expedición, acompañando a Frederick W. Lander, al Oeste de Estados Unidos, donde contempló por primera vez las Montañas Rocosas. Una segunda expedición a estos parajes tuvo lugar en el verano de 1863. En aquella ocasión, Bierstadt viajó con el escritor Fitz Hugh Ludlow, a lo largo de la costa oeste de América del Norte. Esta segunda expedición fue la mejor documentada, ya que Fitz Hugh Ludlow era un dotado escritor, que dejó por escrito las incidencias de aquel viaje.
Bierstadt regresó por tercera vez a las Montañas Rocosas, en febrero y marzo de 1872, específicamente al valle de Yosemite para representar aquellos lugares cuando todavía estaban cubiertos por la nieve. Hizo varios bocetos, croquis y algunas obras terminadas. Albert Bierstadt envió una obra titulada Cathedral Rocks in Winter a la San Francisco Art Association, donde se expuso en junio del mismo año, precisamente cuando Bierstadt regresaba de nuevo a Yosemite, para trabajar en condiciones climáticas más favorables. Una obra titulada Yosemite Winter Scene (1872) se encuentra en el Berkeley Art Museum y Pacific Film Archive.

## Análisis de la obra
- Pintura al óleo sobre papel; año 1872; 35,2 x 48,6 cm.; colección privada.
- Inscripcción en el reverso de la pintura, con el título de la obra.

Biertadt representa la Cathedral Rock, cuando tanto las cimas de la montaña como los acantilados estaban cubiertos por la nieve, y las cascadas estaban repletas de carámbanos y de piedras congeladas. Bierstadt podía sentirse orgulloso, porqué había tenido éxito cuando, para la mayoría de artistas, aquellas condiciones climáticas se consideraban demasiado frías para dibujar o, aún mucho menos, para realizar bocetos al óleo.